# Provincia Sofala
Sofala este o provincie  în Mozambic. Reședința sa este orașul Beira.